# Atbash
Atbash is een eenvoudige substitutieversleuteling, die goed met het Caesarcijfer is te vergelijken. Het is een methode van encryptie, een cijfer, dat voor het Hebreeuws werd gebruikt. Het Hebreeuwse alfabet wordt er dus mee versleuteld. Atbash komt voor in het Bijbelboek Jeremia (25:26 en 51:41), waar SSK staat in plaats van BBL voor Babylon. Het wordt geassocieerd met de esoterische methodologiën van Joodse mystici. De naam komt uit het Hebreeuws en illustreert de werking, de eerste letter wordt de laatste. De alef wordt tav en de beet wordt sjien: atbash.
Een minder bekende en meer betwiste variant van atbash, atbam, komt schijnbaar voor in Jesaja (7:6). Deze methode is volledig gelijk aan het Rot13, een variant van het Caesarcijfer.
Er bestaat ook nog atbah, waarbij de letters in cijfers worden omgezet en door het equivalent waarmee zij 10 worden vervangen. Zodoende wordt de alef, de eerste letter, vervangen door de tet, de negende letter. Het is onduidelijk wat er exact gebeurt met letters die boven de 10 uitkomen en deze variant komt niet in de Bijbel voor. Een voorbeeld is wel te vinden in de Talmoed (Seder Mo'ed, Sukkah 52b).

## Werking
Voor versleuteling noteert men het alfabet als volgt:
| A | B | C | D | E | F | G | H | I | J | K | L | M |  | א Alef | ב Bet  | ג Gimel | ד Dalet | ה He    | ו Waw | ז Zajin | ח Chet   | ט Tet  | י Jod | כ Kaf   |
| Z | Y | X | W | V | U | T | S | R | Q | P | O | N |  | תּ Taw  | ש Sjin | ר Resj  | ק Koef  | צ Tsadi | פ Pe  | ע Ajin  | ס Samech | נ Noen | מ Mem | ל Lamed |

Men zoekt bij het versleutelen de te versleutelen letter en vervangt deze door de corresponderende letter daarboven of daaronder. Zodoende wordt een klare tekst als 'de kunst van het oorlogvoeren' versleuteld tot 'WV PFMHG EZM SVG LLIOLTELVIVM'. Aangezien atbash een eenvoudige vorm van substitutie is, zijn berichten die hiermee zijn versleuteld kwetsbaar voor frequentieanalyse.

## Wetenswaardigheden
- Atbash komt voor in de door Dan Brown geschreven bestseller, De Da Vinci Code.
- Het versleutelen en ontsleutelen kan met sed worden uitgevoerd.

sed -e 'y/abcdefghijklmnopqrstuvwxyz/zyxwvutsrqponmlkjihgfedcba/'